# Potaje

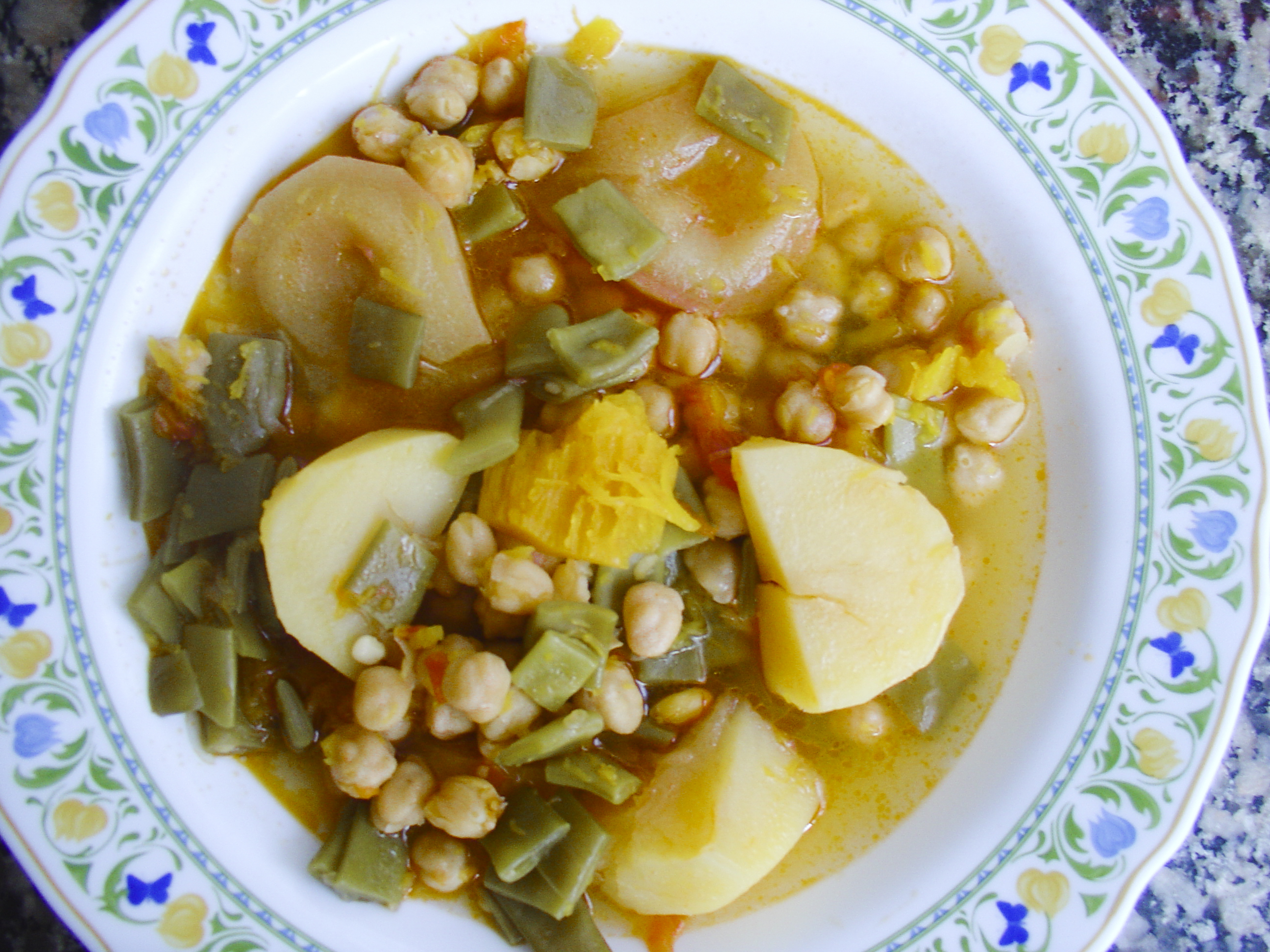
Olla gitana, un potaje de Murcia.

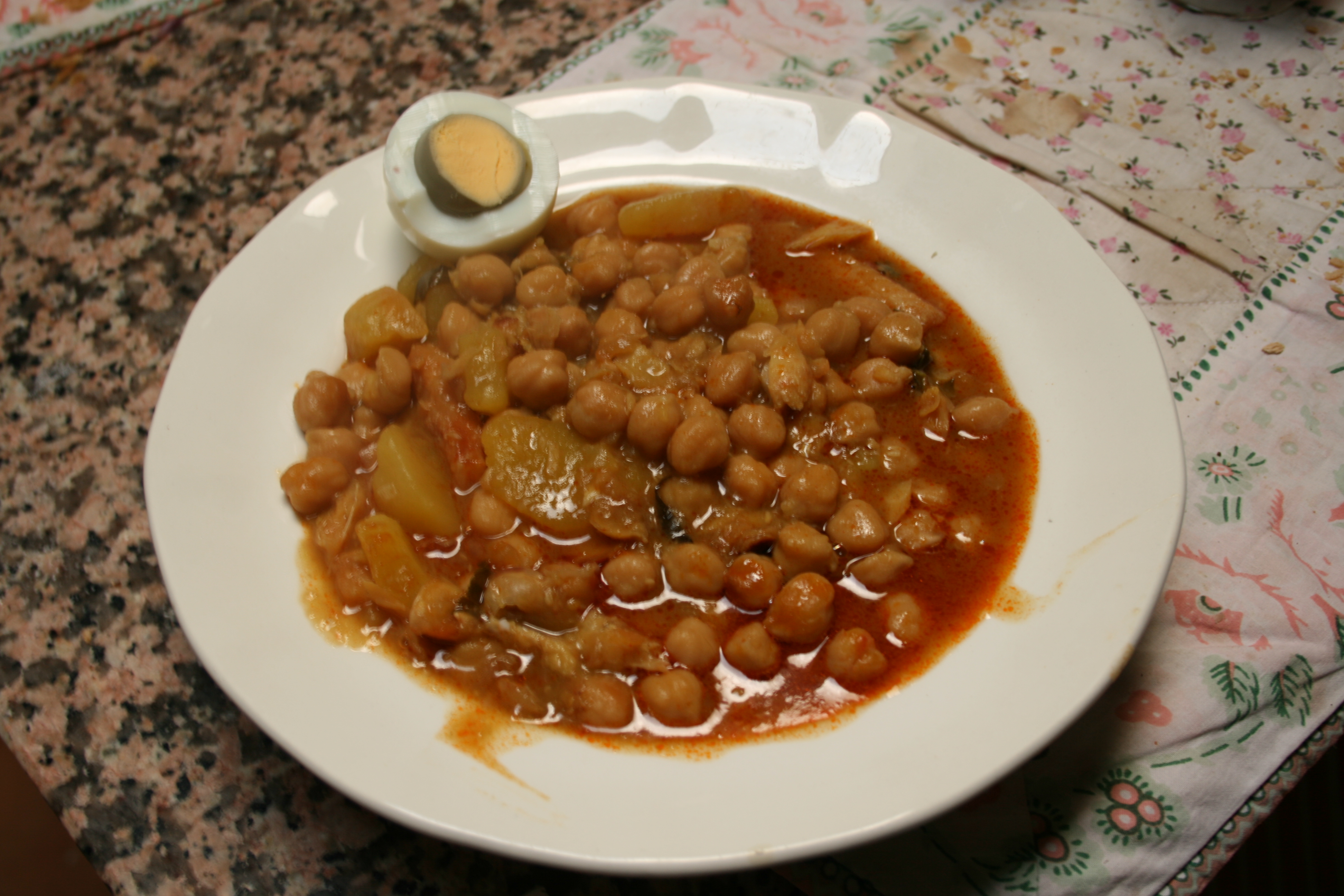
Potaje de vigilia.

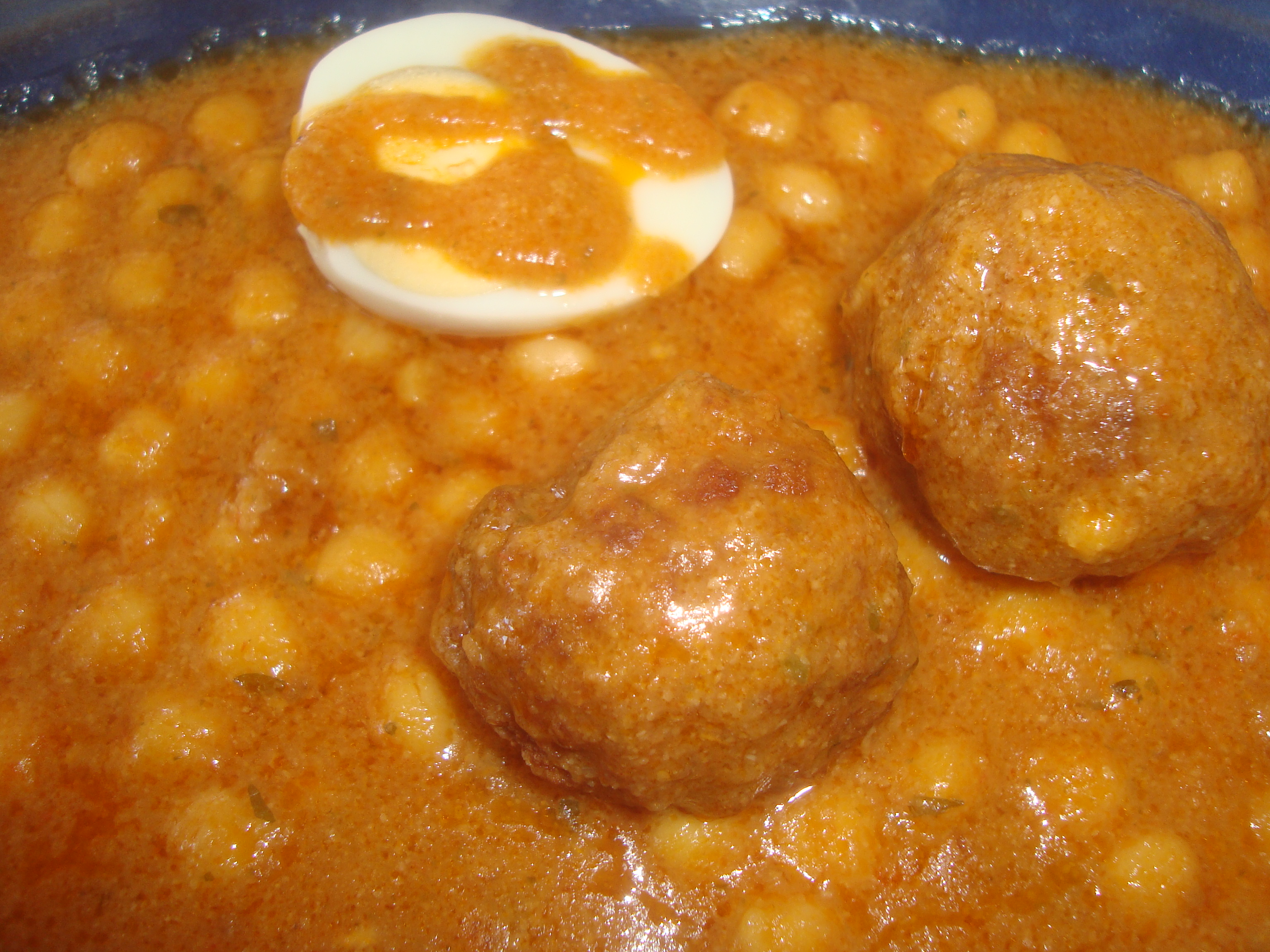
Garbanzos con albóndigas (España).

El potaje es un plato a base de verduras y legumbres cocidas en abundante agua. Las variantes de este plato son innumerables y dependen fundamentalmente de las variedades alimenticias y de la disponibilidad regional de los alimentos. Esta variedad hace que la palabra potaje aparezca en los menús acompañada de las preposiciones "con" o de, y de esta forma las variantes se denominan, por ejemplo: potaje con/de acelgas; potaje con cebollas, etc.

## Gastronomía de España
El potaje es un plato a base de verduras y legumbres (por lo general garbanzos, pero también hay potajes de judías, o de lentejas), consistente en legumbres cocidas a las que se le añade un sofrito y queda con caldo, pero no llega a ser una sopa. En el sofrito se suele usar cebolla, ajo, tomate y pimiento, a los que se puede añadir otros ingredientes —huevo duro y espinacas, o tomate y chorizo, etc.—. Además del ajo, se suelen usar otras especias, como pimentón, pimienta, comino, orégano o clavo. Puede llevar algo de carne, hueso, tocino o chorizo, para darle más sabor al caldo, o bien chirlas y bacalao —que se usa para preparar el guiso conocido como potaje de vigilia, típico de la Semana Santa—. El término potaje recuerda al pot-au-feu francés, cuando este en realidad se asemeja más al puchero o cocido, o al potage también francés, con el que se denomina a cualquier sopa de verduras.

### Canarias
Es también uno de los platos fundamentales en la gastronomía canaria, donde encontramos distintas recetas dependiendo de la isla y el pueblo. Por lo general, el potaje canario suele llevar calabaza, cebolla, ajo, pimiento, acelgas, papas o  patatas, piñas de millo, batata, bubango, calabacín, pantana, berros, col (abierta y cerrada), habichuelas, ñame, etc. También lleva algún tipo de legumbre, como judías, garbanzos o arvejas . En algunas zonas como el norte de La Palma y Tenerife las judías o garbanzos pueden sustituirse por trigo.  En ocasiones puede contener algún producto cárnico, como un trozo de tocino, carne de cerdo en hila, costillas, etc. Dependiendo de la zona se utiliza carne con el propósito de aprovechar restos de otras comidas.
Los potajes más conocidos son el potaje de berros, lentejas, trigo, verduras o el de calabaza. El caldo suele utilizarse también para escaldar el gofio y hacer gofio escaldado, que se come con carne cochino (tanto hila como carne gorda), o sardinas de lata como primer plato antes del potaje. También puede hacerse escaldón.
Para elaborar potaje se utiliza calabaza, ajo, calabacín, habichuelas redondas, trigo, berros, coliflor, garbanzos, judías, cebolla, bubango, batata, lentejas, patatas, una pizca de sal, una pizca de azúcar, una cucharada grande de aceite, pimentón, queso viejo. Los ingredientes están por orden de dureza, es decir, el primer ingrediente que hay que meter en la olla o caldero sería el primero ingrediente de la lista (calabaza) y el último que habría que meter sería el último (queso viejo).

## Gastronomía americana

### Argentina
En este país se lo conoce como guiso y puede ser realizado basándose en lentejas, porotos, garbanzos, arroz, maíz, trufa, etc.

### Cuba
Es muy usual el término de "potaje" en la cocina cubana: potaje de frijoles negros, de judías, de chícharos, de garbanzos, de frijoles colorados, de lentejas. A partir de antiguas tradiciones campesinas el comensal todavía hoy acostumbra añadir arroz blanco al potaje cuando se sirve la mesa. 

### México
En el sureste del país, particularmente en el estado de Yucatán, se prepara un potaje a base de la mezcla de ingredientes de origen español y autóctono, entre los que se pueden mencionar la carne de puerco, cebolla, plátano "macho" o de cocción, tomate rojo (en México se consumen dos variantes de tomate, el rojo y el verde) papa, chile X'catik, Longaniza tipo Valladolid y lentejas. En algunas variantes también se le agrega colinabo y se usan frijoles blancos o frijoles nativos del tipo x'pelón en lugar de lentejas.

### Perú
El término "potaje" se utiliza de forma genérica para denominar a cualquier plato o preparación de la gastronomía del Perú.